# Tolerance

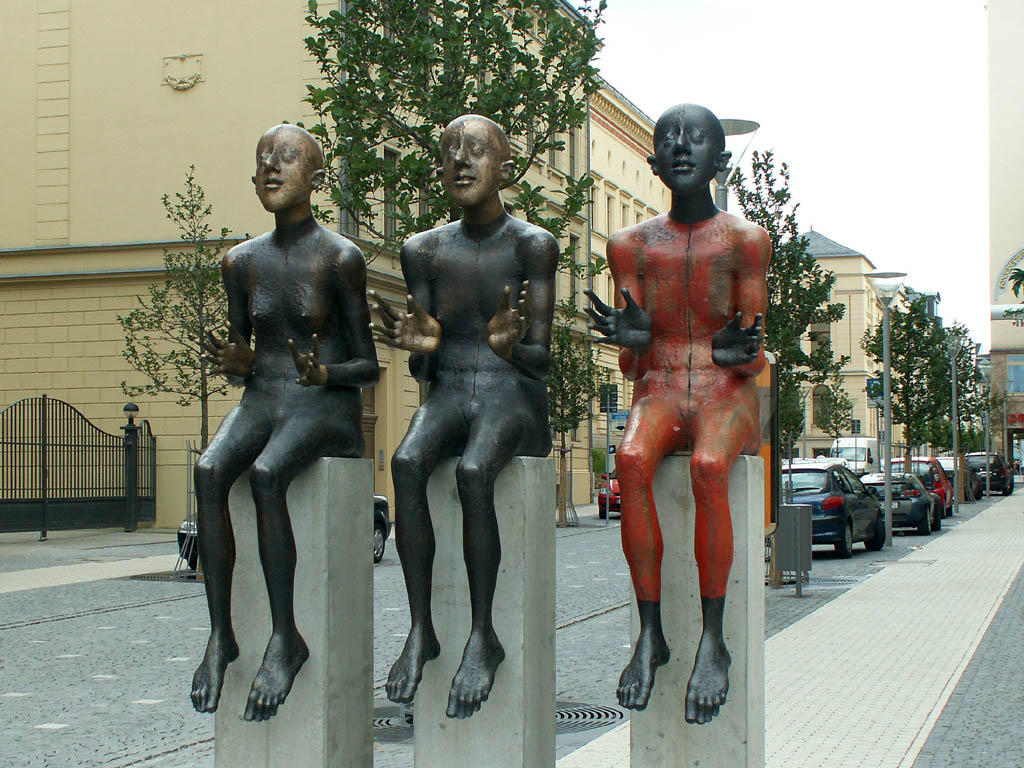
Plastika „Für Toleranz“ ve městě Gera, Německo, autor Volkmar Kühn. Odlišná barva jedné postavy může dle autora symbolizovat libovolný typ odlišnosti (např. jiný jazyk, víru atd.).

Tolerance (z latinského slovesa tolerare, snášet, strpět) nebo snášenlivost znamená ochotu, schopnost nebo možnost člověka nebo společnosti žít vedle lidí s jinými názory, postoji a přesvědčeními nebo přijímat či dokonce snášet něco samo o sobě spíše nežádoucího nebo nepříjemného.

## Definice pojmu
V běžném užití, ve filosofii, v politice, v lékařství a ve společenských vědách se tolerancí obvykle rozumí schopnost nebo ochota vydržet, snést nebo dokonce uznávat něco, co člověku nebo společnosti není příjemné, ale proti čemu se z různých důvodů nebrání. Může to být proto, že to snášet musí, že jim nic jiného nezbývá; tak snáší člověk například žízeň, chlad, námahu, hluk, stres, nepříjemné prostředí a podobně. V tomto smyslu je jistá tolerance nezbytnou výbavou každého organismu, člověka i společenské skupiny.
Jistou míru tolerance vůči jiným, odlišným lidem a jejich zvyklostem nebo představám dále vyžaduje běžné soužití ve společnosti, jak to určuje například společenský mrav, zvyklosti či zdvořilost. Nároky na tuto toleranci postupně vzrůstaly, zvláště v oblasti západní kultury, a dále vzrůstají. Důvody pro toto zjištění lze hledat ve vývojových tendencích, mj. v přechodu od kdysi většinově homogenní společnosti, zvláště na venkově, ke společnosti se stále větším stupněm rozmanitosti sociální a názorové, za jakou lze považovat současnou převážně městskou (urbánní) společnost. V minulosti byla většina lidí v daném společenském prostředí vychována v téže kultuře a společnost různými způsoby vymáhala značnou konformitu všech svých členů. Tento stav se postupně měnil a nadále mění ve společnost heterogenní, za jakou je typologicky možno označit městské prostředí s jeho velkou mírou mobility, kulturní rozmanitosti a osobní volnosti.
Pro pojem tolerance je ovšem charakteristické, že zahrnuje také představu jisté meze, kam až lze odchylky od osobní, rodinné nebo společenské normy snášet čili tolerovat. Tato mez závisí na mnoha okolnostech:
- na zvyklostech a běžném očekávání (toleranci lze výchovou a společenským tlakem buď rozšiřovat nebo zužovat);
- na životním pocitu či náladě – je-li člověk v dobrém rozpoložení, je ochoten tolerovat víc než má-li například strach;
- na společenském postavení toho nebo těch, které je třeba tolerovat: člověk je obvykle tolerantnější vůči svým nadřízeným a podobně;
- na obecném hodnocení tolerance v dané společnosti a době.

## Tolerance v moderní společnosti
Moderní společnosti potřebují poměrně velkou míru vzájemné tolerance nejen mezi svými členy, ale také vůči lidem značně odlišným, příchozím, migrantům, asylantům a podobně. Na druhé straně i tyto skupiny musí vykazovat určitou míru přizpůsobení většinové kultuře, například znalost jejího jazyka, dodržování jistých základních pravidel, respektování jistých hodnot. I když se míra společenské tolerance dá značně rozšířit, není nikdy neomezená a cítí-li značná část společnosti, že nároky na jejich tolerantnost jsou příliš veliké, vznikají nebezpečné reakce, které mohou vyvolávat rasismus, xenofobii a mohou být snadno zneužity politickými postavami. Demokratické společnosti proto obvykle zakazují a trestají propagaci těchto nebezpečných postojů a snaží se proti nim bojovat například výchovou, kulturou a podobně.

## Tolerance a pluralismus
Pojem tolerance obvykle zahrnuje představu „snášení“ něčeho nežádoucího, nepříjemného. Naproti tomu pluralismus je filosofický směr, který zdůrazňuje význam rozmanitosti, například pro rozvoj tvořivosti, pro stabilitu společenských útvarů a podobně. Rozšiřuje tedy na společenské jevy postoj, který se v oblasti přírody prosazuje jako např. ochrana biodiverzity. Protože rozmanitost a odlišnost nejen snáší, ale také respektuje a propaguje, poskytuje i pro soudržnost společnosti pevnější základ než pouze negativní tolerance.

## Opak tolerance
Opakem tolerance je nesnášenlivost, která může být postavena například na odlišnosti ras, původu či vyznání.

## Křesťanské pojetí tolerance s uprchlíky
Papež František varoval před nesnášenlivostí, před lidmi, kteří „zvyšují zdi, stavějí bariéry a nálepkují lidi.“ Podle něj jsou uprchlíci, přistěhovalci a lidé různých ras a vyznání stále více vnímáni jako nepřátelé. Západní civilizace je ale podle něj založena na toleranci a solidaritě mezi lidmi.
| „                 | Žijeme v době, kdy roste polarizace a považuje se za jediný způsob, jak řešit konflikty. | “ |
| — papež František |                                                                                          |   |